# Hunanhil
Hunanhil es el nombre en lengua maya atribuido a un yacimiento arqueológico maya precolombino en el estado de Yucatán, México, cercano al también sitio arqueológico de Oxkintok, en el municipio de Maxcanú, al suroeste de la ciudad de Mérida, capital del estado.

## Toponimia
Hunanhil significa en idioma maya paraíso terrenal.

## Datos arqueológicos
No hay muchos datos arqueológicos de este yacimiento toda vez que ha sido intensamente saqueado a lo largo del tiempo. Las estructuras se encuentran dispersas en una superficie aproximada de 275 has. Algunas de las piezas menores fueron en un tiempo rescatadas y empotradas en las construcciones de la hacienda henequenera hoy denominada Paraíso y que se desarrolló a lo largo del siglo XIX y XX para el cultivo del henequén. Por su cercanía con Oxkintok y por el estilo constructivo que aún puede apreciarse, se estima que el yacimiento data del siglo V.